# Вішань (комуна)
Вішань, Вішані (рум. Vișani) — комуна у повіті Бреїла в Румунії. До складу комуни входять такі села (дані про населення за 2002 рік):
- Вішань (2072 особи)
- Кийнень-Бей (519 осіб)
- Плесою (266 осіб)

Комуна розташована на відстані 123 км на північний схід від Бухареста, 54 км на захід від Бреїли, 65 км на південний захід від Галаца, 142 км на схід від Брашова.

## Населення
За даними перепису населення 2002 року у комуні проживали 2857 осіб.
Національний склад населення комуни:
| Національність | Кількість осіб | Відсоток |
| -------------- | -------------- | -------- |
| румуни         | 2693           | 94,3%    |
| цигани         | 163            | 5,7%     |
| італійці       | 1              | < 0,1%   |

Рідною мовою назвали:
| Мова       | Кількість осіб | Відсоток |
| ---------- | -------------- | -------- |
| румунська  | 2753           | 96,4%    |
| циганська  | 103            | 3,6%     |
| італійська | 1              | < 0,1%   |

Склад населення комуни за віросповіданням:
| Релігія       | Кількість осіб | Відсоток |
| ------------- | -------------- | -------- |
| православні   | 2854           | 99,9%    |
| реформати     | 2              | 0,1%     |
| римо-католики | 1              | < 0,1%   |